# غيرترود لي براندت
غيرترود لي براندت (بالإنجليزية: Gertrude Le Brandt)‏ هي ممثلة أمريكية، ولدت في 1 يوليو 1863 في إلينوي في الولايات المتحدة، وتوفيت في 28 أغسطس 1955 في هوليوود في الولايات المتحدة.

## وصلات خارجية
- غيرترود لي براندت على موقع IMDb (الإنجليزية)
- غيرترود لي براندت على موقع قاعدة بيانات الفيلم (الإنجليزية)